# Musse Pigg på fisketur
Musse Pigg på fisketur (engelska: Fishin' Around) är en amerikansk animerad kortfilm med Musse Pigg från 1931.

## Handling
Musse Pigg tar med sin hund Pluto på en liten fisketur i en liten båt på sjön. Fisketuren visar sig inte snart inte vara någon större succé. Inte nog med att fiskarna är listigare än Musse och Pluto, fiskarna stjäl till och med deras bete.

## Om filmen
Filmen är den 32:a Musse Pigg-kortfilmen som producerades och den åttonde som lanserades år 1931.
Filmen hade svensk premiär den 19 september 1932 på biografen London i Stockholm.

## Rollista
- Walt Disney – Musse Pigg[6]